# Sedenia leucogramma
Sedenia leucogramma là một loài bướm đêm trong họ Crambidae.